# Construction à biodiversité positive
Une maison (ou n'importe quelle construction humaine) est dite « à biodiversité positive » si elle abrite dans (ou sur) ses structures extérieures une biodiversité supérieure à ce qu’elle aurait naturellement été sur le site s'il était vierge de construction. Le design (écodesign) et l'urbanisme peuvent en respectant certaines règles et bonnes pratiques favoriser un certain retour de la biodiversité en ville

## Origine du terme
Après l'apparition de l'« habitat passif », des architectes et des énergéticiens ont été plus loin en créant un concept de « maison à énergie positive » pour décrire les maisons produisant plus d’énergie qu’elles n’en consomment. Le concept de maison à biodiversité positive est parallèle à celle-ci.

## Limites du concept
C'est une « cible » encore expérimentale et théorique qui semble rarement pouvoir être atteinte, mais que l'architecte et l'habitant peuvent tenter d'approcher, dans le cadre d'une approche HQE ou quinzième cible HQE.

## Histoire et origine du concept

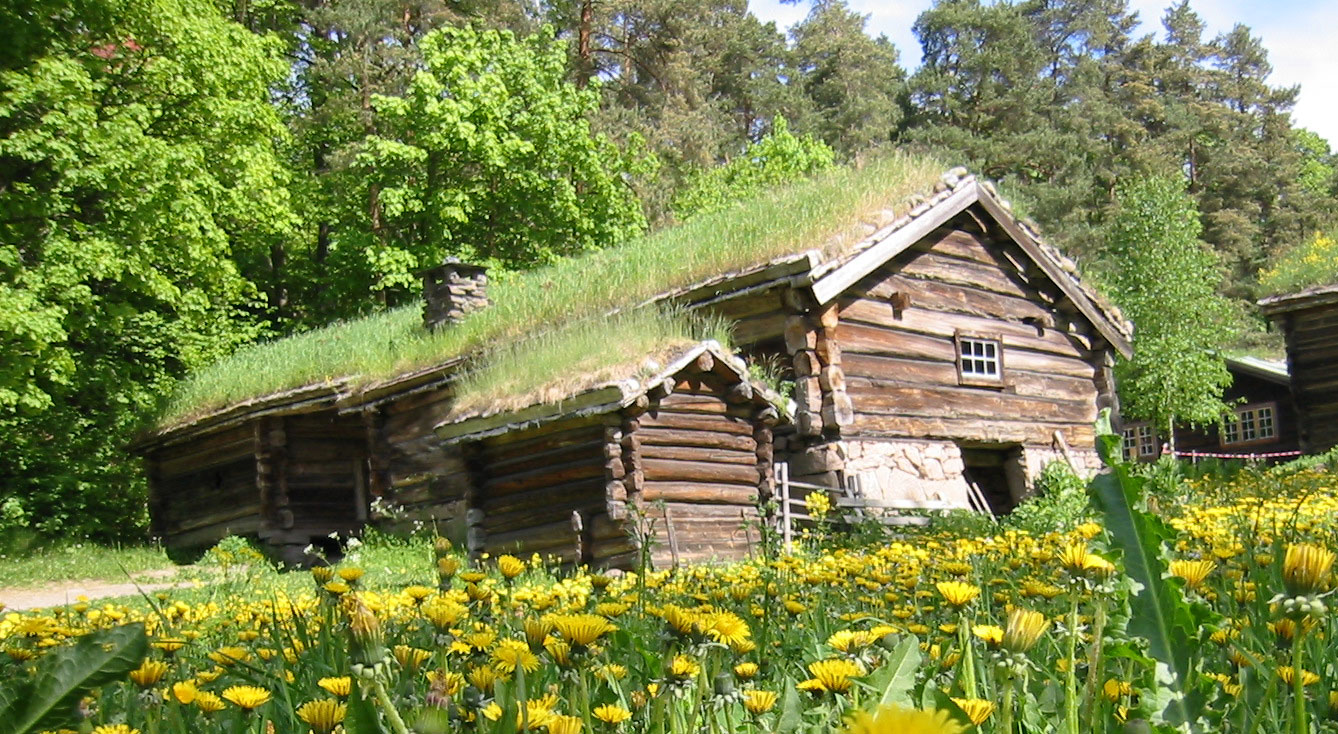
Graminées sur habitat traditionnel, Musée des traditions d'Oslo.

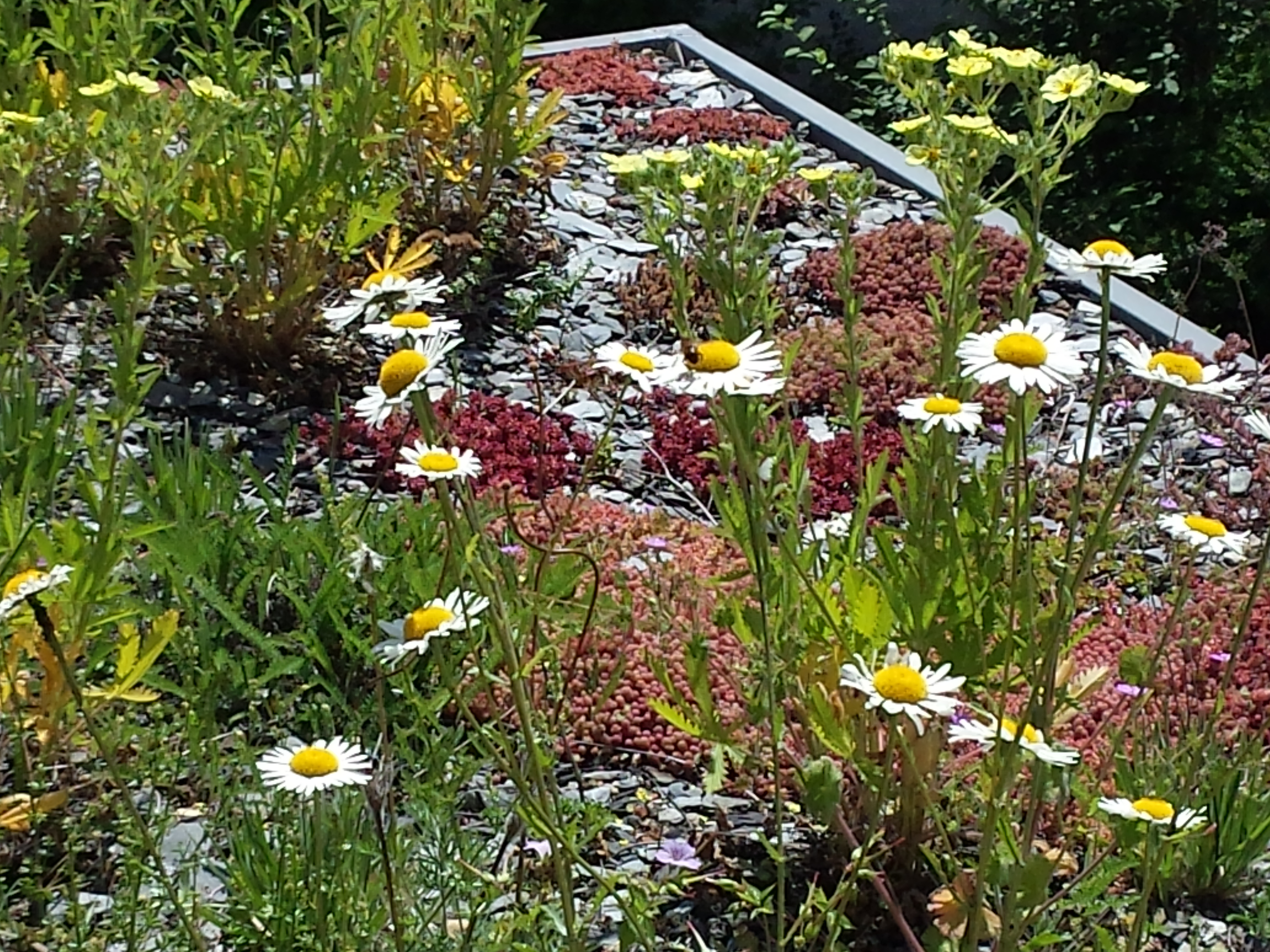
Terrasse verte moderne à Bruxelles.

L'architecture traditionnelle des zones froides connaît les maisons couvertes de mottes de terre végétalisées, généralement posées sur un lit d'écorces déroulées de bouleau. Les jardins de cours intérieures semblent avoir existé sur tous les continents et les jardins sur terrasses extérieures datent de l'Antiquité. On a notamment gardé le souvenir des légendaires jardins de Babylone, la seconde des Sept Merveilles du monde. La végétalisation des terrasses avait alors a priori des vocations d'aménité et d'image.  
La terrasse-jardin est devenue une solution qui a permis une relation entre la ville et la nature. Ce n'est que dans les années 1990, que cette solution a subi des améliorations avec l'apparition de membranes d'étanchéités légères et résistantes à la pénétration du système racinaire des plantes impliquées.  
Depuis quelques dizaines d'années, des méthodes nouvelles sont développées. Des industriels fournissent : 
- des godets prévégétalisés, à disposer sur les terrasses ;
- des rouleaux prévégétalisés ne nécessitant ni entretien, ni arrosage, ni engrais (ils sont généralement garnis de sedums et reconstituent une strate rappelant la toundra ou la pampa), et peuvent être accrochés sur des pentes jusqu'à 35 % ;
- des lits de substrats spéciaux (argile expansée, ou ardoise expansée) pré-garnis de graines ou plantules, à étaler sur la terrasse par pompage à partir d'un camion au sol ;

Ces dernières solutions sont conçues pour être légères et ne pas nécessiter de renforcement inhabituel des structures portant les terrasses. 
Il est courant que des architectes ou habitants fassent pousser des végétaux dans leur maison, les écoles, les bureaux, etc. Le plus souvent il s'agit de plantes vertes en pots, mais il arrive qu'on les plante dans le sol naturel, souvent dans une pièce vitrée qui sert de zone tampon. Un des problèmes posés, si la pièce est fermée et qu'il y a des parois froides, est la gestion de l'eau de condensation.

### En France
Depuis quelques années se développe le concept de mur végétalisé extérieur ou intérieur, notamment porté par Patrick Blanc. 
Exceptionnellement, on a conservé un arbre vivant qui émerge hors du bâtiment (ex : Chêne poussant dans le hall d'accueil du Parc Hoge Veluwe aux Pays-Bas, près du Musée Van Gogh), ou on en a planté dans le bâtiment (ex : Lycée HQE de Calais). Tout aussi exceptionnellement, l'architecte a planté de vrais arbres dans son bâtiment, là où le volume disponible le permettait (ex : Lycée HQE de Calais, où des arbres poussent dans le sol naturel qui à cet endroit n'a pas été entièrement couvert par la dalle isolante, dans une cour intérieure couverte d'une verrière). Dans tous ces cas, les objectifs étaient plutôt esthétiques et/ou visaient la qualité de vie, la qualité de l'air. Les espèces plantées sont d'ailleurs souvent exotiques.
Dans les années 1990/2000, le souci de protection de la biodiversité rejoint celui de « remboursement de la dette écologique » du bâti, pour aboutir à cette notion d'architecture à biodiversité positive. C'est un des concepts approchés depuis la fin des années 1990 par un projet de quinzième cible HQE, en lien avec l'émergence de la notion d'écoquartier et d'écoconstruction.
Peu après 2010, des partenariats associatifs ou publics privés, ou entre université et entreprises se développent comme le partenariat entre l'Institut du Développement Durable et Responsable, faisant partie de l'Université Catholique de Lille, et l'entreprise Norpac, filiale de Bouygues Construction. Cette association entre l'université et le maître d'œuvre comporte plusieurs objectifs, comme la livraison d'outils méthodologiques, la formation et la sensibilisation des acteurs, mais également la réalisation d'études sur divers aspects de la construction à biodiversité positive. En 2012, cette collaboration est à l'origine de la création d'une plate-forme web méthodologique et évolutive sur la biodiversité positive, dans le cadre de la rédaction d'un guide et d'un projet de thèse de doctorat sur le sujet. 
La Caisse des dépôts et consignations a créé en 2012 une mission « économie de la biodiversité » qui a décidé de développer des aménagements “à biodiversité positive” notamment avec la ville de Paris et le laboratoire « Bioemco » pour conjointement développer un modèle économique et écologique de toitures d'immeubles « écosystémisées » écologiquement fonctionnelle », en tant que micro-espaces verts pouvant aussi contribuer à réduire les « îlots de chaleur urbaine », retenir, tamponner et épurer les eaux pluviales, améliorer l'isolation thermique et phonique et contribuer à la biodiversité.
Un autre projet est de tester la création de récifs et habitats marins « artificiels » soutenant le développement de la biomasse et de ressources halieutiques, au service de la pêche, de ports, d'activités touristiques et d'énergies marines.
Après avoir signé, en juin 2012 à la conférence de Rio sur le climat, la déclaration du capital naturel, la Caisse des dépôts publiera mi-2013 sa contribution à la stratégie nationale pour la biodiversité.

## Principe
Biodiversité ne doit pas être confondue avec diversité : ce n'est pas la simple multiplicité de plantes et d'animaux qui est ici recherchée, mais le maintien de leurs interrelations et fonctions écosystémiques (à titre d'exemple, un zoo n'est pas la Nature, pas plus qu'un arboretum ou une collection horticole).
Ce sont les espèces naturellement et normalement présentes sur le site concerné qu'on cherche ici à préserver et favoriser. Cette Biodiversité doit - par définition - pouvoir naturellement évoluer dans le temps et l'espace. Il est donc nécessaire de prendre en compte le contexte et la connectivité écologique.

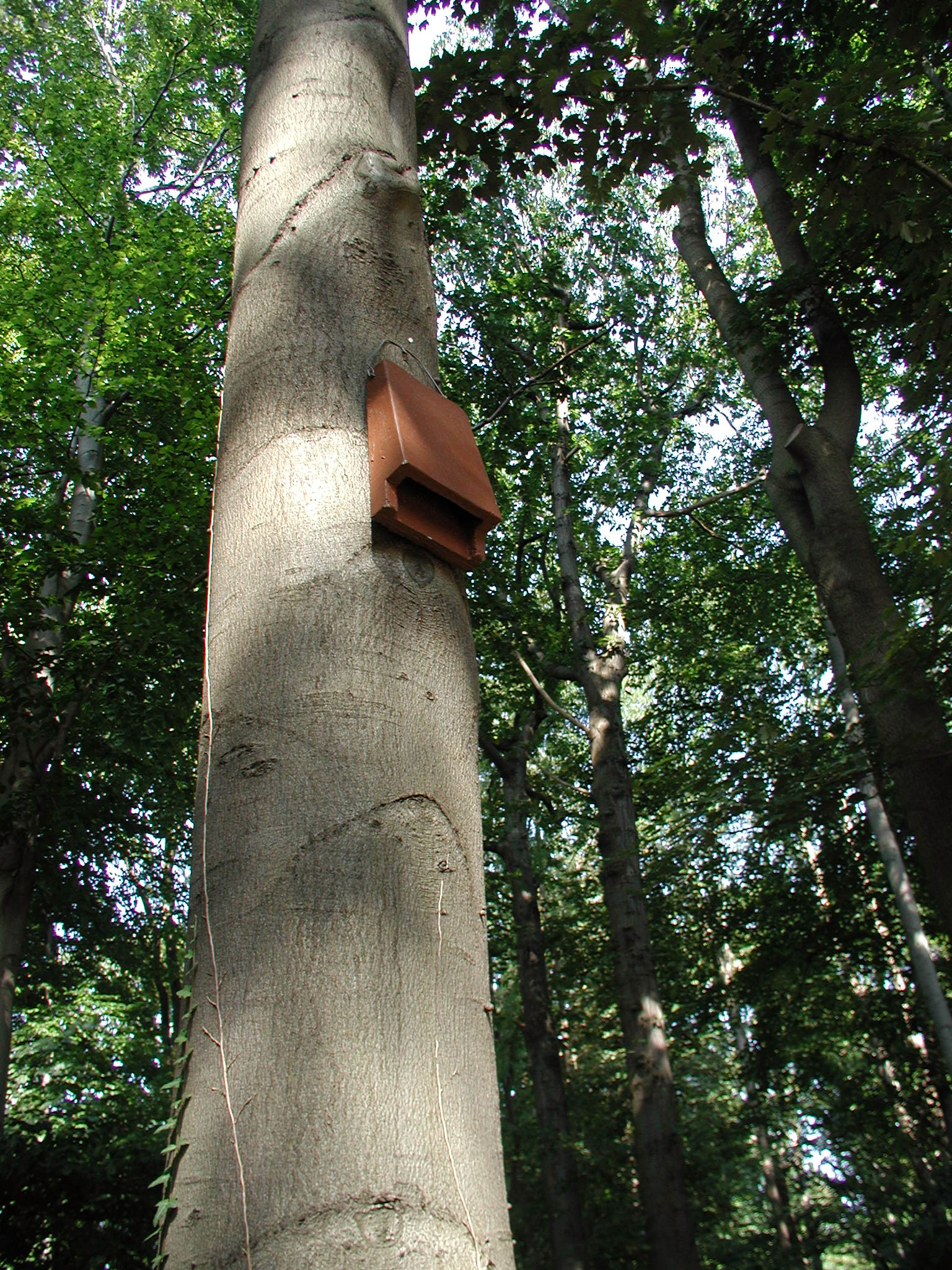
Nichoir pour chiroptères (chauve-souris, espèces protégées), fixé à un arbre d'une forêt allemande. Les chiroptères vivent à la campagne mais aussi fréquemment en ville, où elles nichent parfois dans des parties maçonnées, des combles ou des greniers peu fréquentés, des ouvrages d'art

On ne trouvera pas sur une maison les mêmes espèces que sur un chêne de 500 ans qui aurait occupé le même espace au sol ou le même volume, mais l'objectif est de permettre une biodiversité, une Biomasse (écologie), une nécromasse et des fonctions écosystémiques qui approcherait au moins celle qu'on trouverait autour d'un objet minéral évoquant la forme de cette maison, mais qui aurait été colonisé depuis longtemps par la Nature (imaginons un rocher qui aurait la forme extérieure du volume construit).
L'idée d'une biodiversité positive vient aussi du fait qu'il faudrait aussi rembourser la dette élargie des usagers du bâtiment ou des infrastructures (cf. impacts des véhicules, du  matériel, chauffage, etc.).
Dans cette approche, le bâti :
- sert de support physique à des plantes grimpantes qui elles-mêmes abriteront et alimenteront d'autres espèces, dans l’intérieur des murs, fondations, poteaux, vides, etc.) ;
- est conçu de manière à intégrer des structures-nichoirs ;
- est conçu de manière à développer des micro-habitats, éventuellement dégradables (brique de bois amovibles pour les invertébrés xylophages) ;
- est accompagné d'autres mesures compensatoires, dans le jardin s'il existe et sur les éléments construits annexes (murs, clôtures, mobiliser urbain, poteaux, accès, etc).

## Cible pour l'architecte
C'est une cible à atteindre, qui peut aussi être incluse dans la première cible « Relation du bâtiment avec son environnement immédiat » retenue par l'approche HQE. La performance, qui implique une double obligation de moyens et de résultat. L'obligation de résultat implique une obligation de « mesure ».

## Indicateurs de mesure de la biodiversité
La biodiversité n'est pas strictement mesurable par la métrologie classique. De nature fondamentalement complexe, elle est difficile à quantifier et même à qualifier par exemple pour ses aspects génétiques. Elle est relative, au contexte écologique local. On mesure donc la performance par rapport à cette cible via quelques bioindicateurs (animaux, végétaux et éventuellement fongiques), à choisir avec un écologue, en fonction des caractéristiques biogéographiques du site.

## Comment intégrer la biodiversité au sein d'un bâtiment?
À titre d'exemple :

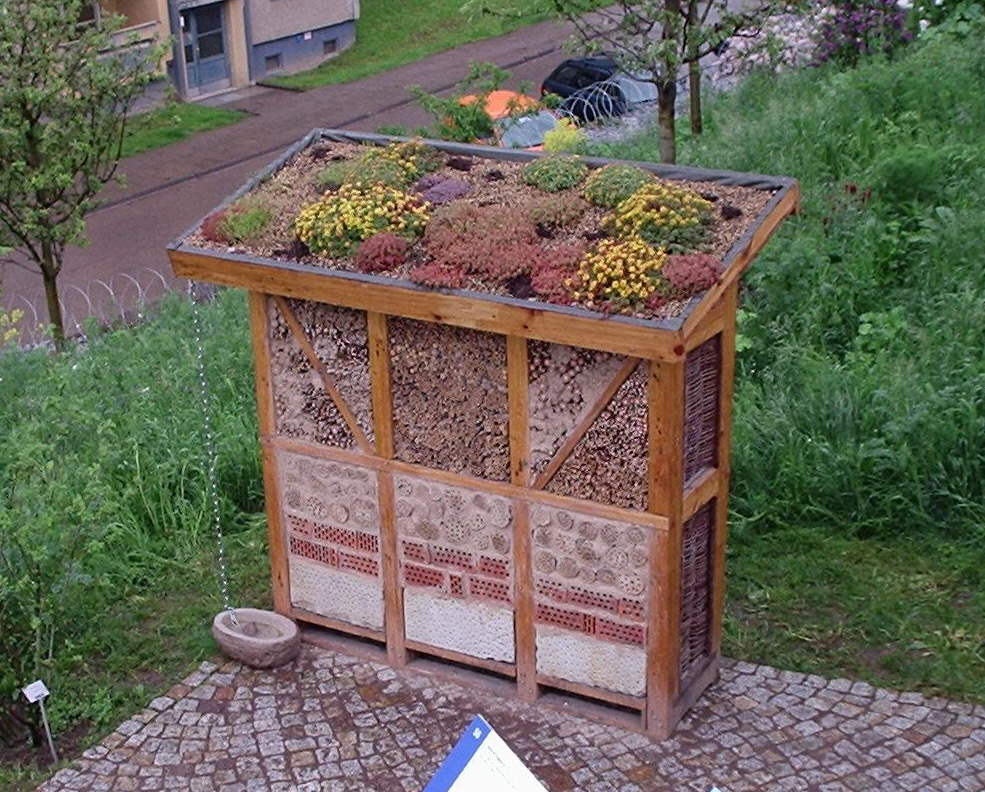
Exemple d'hôtel à insectes, avec sa propre toiture végétalisée.

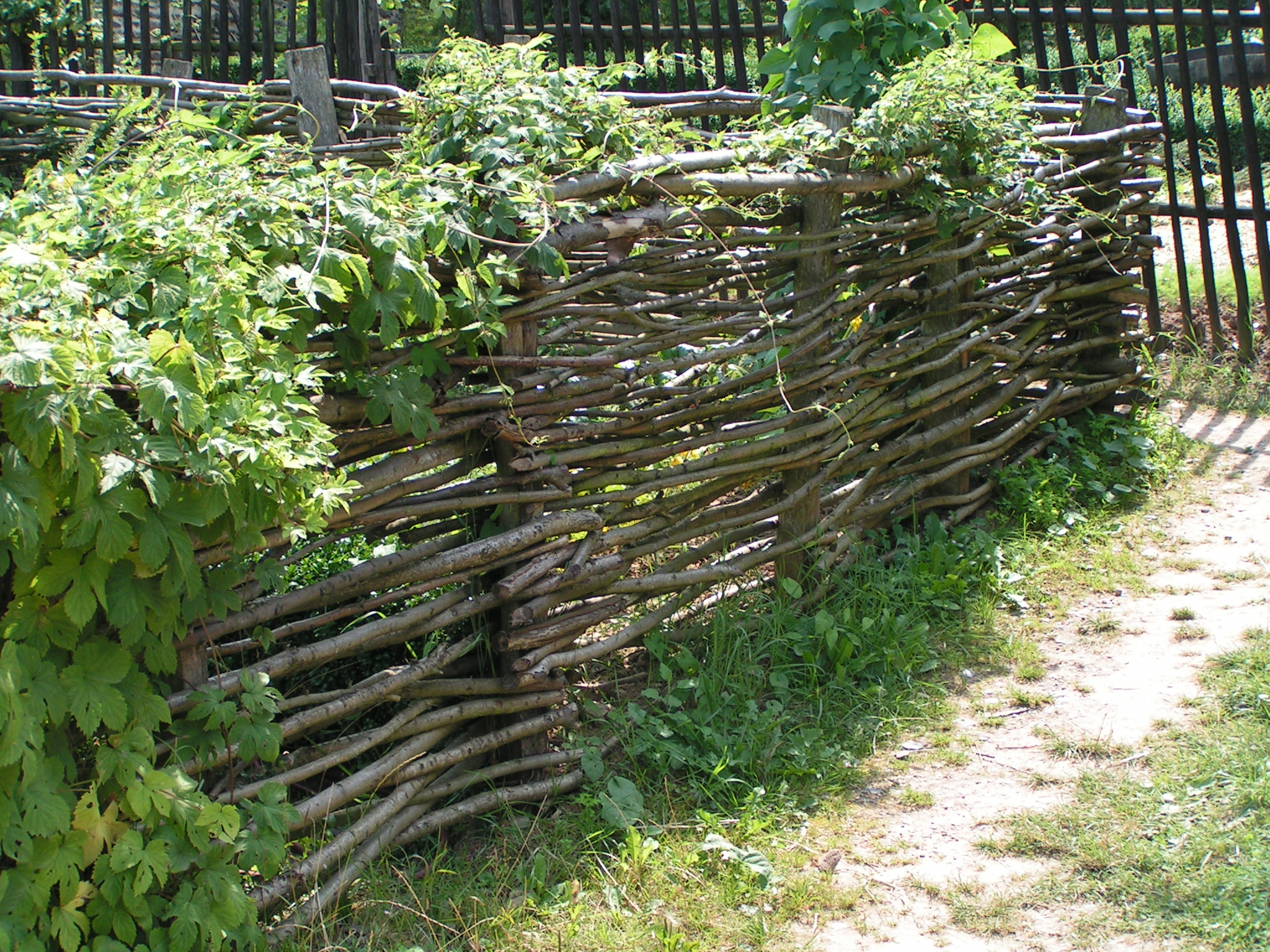
Clôture en bois plessé (ou tressé), sur laquelle pousse du houblon.

- une toiture végétalisée et/ou une terrasse végétalisée comportant des ruches, des hôtels à insectes, qui permettraient d'optimiser la présence d'insectes et d'arachnides au sein d'un écosystème urbain. Outre son côté esthétique et son intégration dans l’environnement, les toitures végétalisées procurent de nombreux avantages tels que l’atténuation des îlots de chaleur urbain, l’amélioration de la qualité de l’air et la protection de la biodiversité. En effet, elles permettraient de recréer des habitats/refuges tant pour les espèces animales que végétales ;
- un mur végétalisé et/ou une façade végétalisée garnie de nichoirs ou de structures permettant aux plantes grimpantes de s'y épanouir et d'accueillir leur faune associée augmentent la biodiversité ;
- La façade végétalisée est une solution innovante et peut être associée aux murs végétalisés afin de favoriser et de développer les espaces verts en milieu urbain. Les végétaux peuvent venir directement du sol ou encore être intégrés via des jardinières ou des balconnières. Il a été mis en évidence que les façades végétalisées étaient favorables et pouvaient jouer le rôle d’habitat pour les arthropodes (Frédéric Madrea, 2014). Une fois la végétation devenue luxuriante, la façade végétalisée peut contribuer à jouer différents rôles notamment la régulation thermique des bâtiments, l’enrichissement et la préservation de la biodiversité ;
- une clôture ou un mur peut être garni de plantes grimpantes et/ou de structures nichoir ;
- une clôture de type mur peut être remplacée par une haie, ou par un fossé (végétalisé), plus écologiquement perméable, ou au pire par un mur végétalisé ; un fil électrifié peut aussi être utile s'il s'agit de protéger des cultures ou enclore des animaux ;
- sous l'eau : l'équivalent de ce concept peut être celui de récif artificiel qui peut fortement multiplier l'offre en habitats et en refuges, permettant d'accroître par 20 à 30 la biomasse. Les expériences de récifs artificiels se comptent maintenant par milliers en eaux marines et ouvertes, mais sont très rares en eau douce et fermées. Les supports seront alors une pile de pont, un pied d'éolienne offshore, une berge artificielle ou divers éléments d'infrastructures portuaires immergées, etc.).